# Elnur Abduraimov
Elnur Abduraimov (usbekisch-kyrillisch Элнур Абдураимов, kasachisch Елнұр Нұрғалиұлы Абдураимов / Elnur Nurghaliuly Abduraimow; * 10. Juni 1994 in Chirchiq, Usbekistan) ist ein usbekischer Boxer im Leichtgewicht, ethnisch ein Kasache.

## Karriere
Er wurde usbekischer Juniorenmeister 2009 und 2010, usbekischer Jugendmeister 2012, sowie usbekischer Meister 2013 und 2014. Bei den Junioren-Weltmeisterschaften 2009 und den Jugend-Weltmeisterschaften 2012 blieb er medaillenlos.
Bei den Asienmeisterschaften 2015 gewann er eine Bronzemedaille und startete anschließend bei den Weltmeisterschaften 2015 in Doha. Dort schied er erst im Halbfinale gegen Lázaro Álvarez aus und gewann somit erneut eine Bronzemedaille. Zudem qualifizierte er sich in einem Ausscheidungskampf gegen Robson Conceição für die Olympischen Sommerspiele 2016. Entsandt wurde jedoch im Leichtgewicht Xurshid Tojiboyev.
2017 gewann er die Goldmedaille bei den Asienmeisterschaften in Taschkent. Er schlug dabei im Finalkampf Shiva Thapa. Damit qualifizierte er sich für die Weltmeisterschaften 2017 in Hamburg, wo er im Viertelfinale gegen Otar Eranossian ausschied. Bei den Weltmeisterschaften 2019 in Jekaterinburg schied er vor dem Erreichen der Medaillenränge gegen Keyshawn Davis aus.
Bei den Asienmeisterschaften 2021 gewann er Bronze. Er qualifizierte sich bei den asiatisch-ozeanischen Ausscheidungskämpfen zur Teilnahme an den 2021 in Tokio ausgetragenen Olympischen Spielen. Dort besiegte er Baatarsüchiin Tschindsorig und Bahodur Usmonow, ehe er im Viertelfinale gegen Howhannes Batschkow ausschied.